# Wildwood (Washington)
Wildwood az Amerikai Egyesült Államok északnyugati részén, Washington állam Lewis megyéjében elhelyezkedő önkormányzat nélküli település.
A település nevét az erdős terület miatt kapta. Wildwood postahivatala 1889 és 1930 között működött; a létesítmény első vezetője Thomas C. Naylor volt.

## Fordítás
- Ez a szócikk részben vagy egészben  a   Wildwood, Washington című angol Wikipédia-szócikk ezen változatának fordításán alapul.  Az eredeti cikk szerkesztőit annak laptörténete sorolja fel. Ez a jelzés csupán a megfogalmazás eredetét és a szerzői jogokat jelzi, nem szolgál a cikkben szereplő információk forrásmegjelöléseként.